# 国際団体連合
国際団体連合（こくさいだんたいれんごう、Union of International Association、略称:UIA）とは、国際組織に関する調査等を行う非政府組織である。

## 概要
本部はベルギーのブリュッセルにあり、国際組織、国際会議、市民社会、世界的な問題などについて調査研究および情報発信を行っている。1907年、アンリ・ラ・フォンテーヌ（1913年ノーベル平和賞）と情報学の父と呼ばれるひとりであるポール・オトレによって設立された。国際連合教育科学文化機関（ユネスコ）と連携して活動している。
目標を下記のように定めている。
- 人間の尊厳、人々の連帯、コミュニケーションの自由の原則に基づく世界秩序へ貢献する
- 人間の活動のあらゆる分野における非政府ネットワーク、特に現代社会に欠かせないと考えられる非営利団体のつながりを促進する
- 政府・非政府の国際的機関とその相互関係、会合、課題や戦略について調査し情報を発信する
- 創造的な発展、補い合いへと導く有意義かつ行動指向の方法に取り組み、国境を越えた協力・連携の新たな形態の出現のための触媒となる
- 国際的な団体に共通する法的、管理的およびその他の問題、特に政府機関との連携について研究を推進する

## 国際会議の統計
国際団体連合は国際会議についての統計をまとめている。
|    | 国             | 件数 |
| -- | -------------- | ---- |
| 1  | シンガポール   | 952  |
| 2  | 日本           | 731  |
| 3  | アメリカ       | 658  |
| 4  | ベルギー       | 597  |
| 5  | 韓国           | 563  |
| 6  | フランス       | 494  |
| 7  | オーストリア   | 458  |
| 8  | スペイン       | 449  |
| 9  | ドイツ         | 373  |
| 10 | オーストラリア | 287  |
| 11 | イギリス       | 272  |
| 12 | イタリア       | 262  |
| 13 | カナダ         | 228  |
| 14 | オランダ       | 177  |
| 15 | デンマーク     | 175  |
| 16 | スイス         | 166  |
| 17 | スウェーデン   | 165  |
| 18 | ノルウェー     | 164  |
| 19 | フィンランド   | 160  |
| 20 | 中国           | 155  |

|    | 都市             | 件数 |
| -- | ---------------- | ---- |
| 1  | シンガポール     | 952  |
| 2  | ブリュッセル     | 547  |
| 3  | ウィーン         | 326  |
| 4  | パリ             | 276  |
| 5  | ソウル           | 253  |
| 6  | 東京             | 225  |
| 7  | バルセロナ       | 150  |
| 8  | コペンハーゲン   | 150  |
| 9  | マドリード       | 149  |
| 10 | ロンドン         | 119  |
| 11 | ストックホルム   | 113  |
| 12 | ブダペスト       | 107  |
| 13 | シドニー         | 103  |
| 14 | ヘルシンキ       | 102  |
| 15 | リスボン         | 93   |
| 16 | ジェノバ         | 90   |
| 17 | ベルリン         | 89   |
| 18 | クアラルンプール | 88   |
| 19 | イスタンブール   | 87   |
| 20 | 京都             | 84   |